# Portret Paula Nauena
Portret Paula Nauena, Portret artysty (Nauena), Portret artysty, Portret Pawła Nauena – obraz olejny autorstwa polskiej malarki Olgi Boznańskiej z 1893, przechowywany w zbiorach Muzeum Narodowego w Krakowie. Portret uważany jest za przełomowy w karierze Olgi Boznańskiej. Przedstawia zaprzyjaźnionego z Boznańską niemieckiego malarza Paula Nauena (1859–1932). Sygnowany i datowany w prawym górnym rogu: Boznańska 93.

## Historia obrazu
Obraz został namalowany w 1893 w Monachium i jest przykładem modernistycznego malarstwa portretowego. Był kilka razy nagradzany: srebrnym medalem na Powszechnej Wystawie Krajowej we Lwowie (1894), złotym medalem w Wiedniu (1894) oraz zdobył drugą nagrodę wystawy Towarzystwa Zachęty Sztuk Pięknych w Warszawie (1895). W 1896 został zakupiony przez Muzeum Narodowe w Krakowie – był to pierwszy obraz Olgi Boznańskiej pozyskany do zbiorów narodowych. Obraz nosi nr inwentarzowy MNK II-b-7.
Obraz był doceniany za wykonanie, ale wywołał falę krytyki skierowaną wobec modela. W „Kurierze Bawarskim” padło nawet określenie „cywilizacyjna kaleka”. Skończyło się głośnym procesem, w którym obraz Boznańskiej został dowodem rzeczowym. Ostatecznie krytyka skazano za znieważenie Nauena, a redakcja gazety musiała zapłacić karę i przeprosić publicznie modela.

## Opis obrazu
Portret Paula Nauena zdominowany jest przez ciemną plamę ubrania modela, harmonijnie wtopioną w jaśniejsze tło, ze starannie upozowanymi dłońmi i twarzą malarza. Przestrzeń kompozycji zbudowana jest z umieszczonej na pierwszym planie martwej natury – tacki z filiżanką i łyżeczką.
Obraz oddaje psychikę modela – jego pewność siebie, poczucie własnej wartości i urody artysty, który w swobodnej, niewymuszonej pozie zasiadł na kanapie w kwiaty.